# Río Chilcotin
El río Chilcotin (en inglés: Chilcotin River) es un río de la vertiente del Pacífico de Canadá, un largo afluente de 241 km del río Fraser que discurre por el sur de la Columbia Británica. Drena la meseta de Chilcotin, que se encuentra entre el río Fraser y las montañas Costeras. Nace al noreste de la montaña Itcha y fluye generalmente en dirección sureste hasta unirse al Fraser unos 22 km aguas arriba de  Gang Ranch.

## Curso
El río Chilcotin nace como emisario del remoto lago Itcha, en el parque provincial Itcha Ilgachuz. Entre la salida del lago y la confluencia con su principal afluente, el río Chilko, el río recorre unos 72 km de generalmente en dirección sureste. Varias partes de los tramos superior y medio, en particular, los 12 km a partir del lago Itcha, son muy pantanosos con un movimiento lento. Chicotin Falls,  unas pequeñas cataratas ubicadas unos 23 km por debajo de su fuente, a la cabeza de un pequeño cañón, es uno de los pocos rápidos en el Chilcotin agua arriba de su confluencia con el Chilko. El lago Chilcotin, un pequeño lago, de forma irregular y casi pantanoso, se encuentra unos 44 km aguas arriba de la confluencia con el Chilko.
La confluencia del Chilko/Chilcotin es única en el sentido de que el Chilko es en realidad varias veces más caudaloso que el Chilcotin, aunque el Chilko se une al Chilcotin. Por debajo de la confluencia, el Chilcotin es bastante ancho y limoso. Fluye a través de tres grandes cañones, Bull Canyon, Big Creek Canyon y Farwell Canyon. Desde la confluencia con Chilko a la desembocadura, hay unos 83 km. El cañón Farwell se encuentra unos 15 km por encima de la desembocadura en el Fraser.

## Afluentes
Los principales afluentes son:
- arroyo Moore – desagua a unos 10 km por debajo de Chilcotin Falls;
- arroyo Punkutlaenkut – desagua unos 7 km por debajo del arroyo Moore;
- río Clusko – desemboca a unos 8 km por encima del lago Chilcotin;
- arroyo Palmer – desemboca via el extremo occidental del lago Chilcotin;
- río Chilanko – desagua cerca de 15.5 km sobre el Chilko;
- río Chilko –  mayor afluente del Chilcotin, con mucho, se une unos 5 km por encima de Bull Canyon;
- arroyo Big – desagua en el Big Creek Canyon.